# Cargolux
A Cargolux egy luxemburgi központú teherszállító légitársaság, amelynek székhelye a luxemburgi repülőtéren található. Globális hálózatával Európa egyik legnagyobb áruszállító légitársasága, 85 irodával rendelkezik több mint 50 országban.

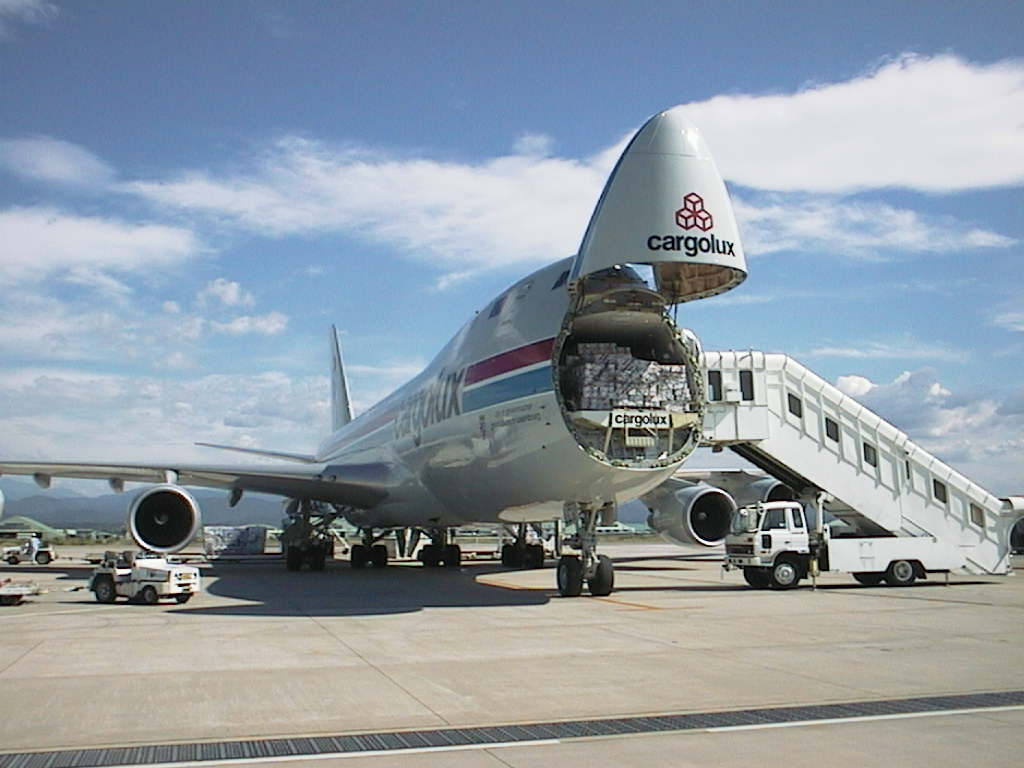
Egy Cargolux Boeing 747-400F rakodás közben

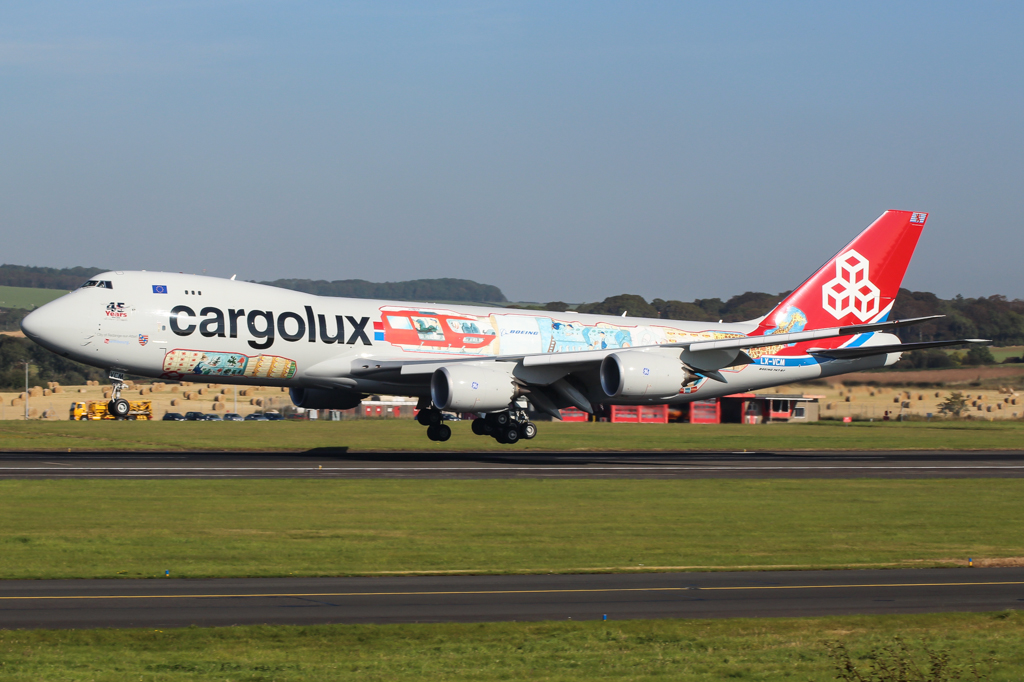
Egy különleges festésű Cargolux Boeing 747-8F, a légitársaság alapításának 45. évfordulója okán

## Célállomások
A Cargolux hálózata 90 úticélra terjed ki 6 kontinensen.

## Flotta

### Jelenlegi flotta

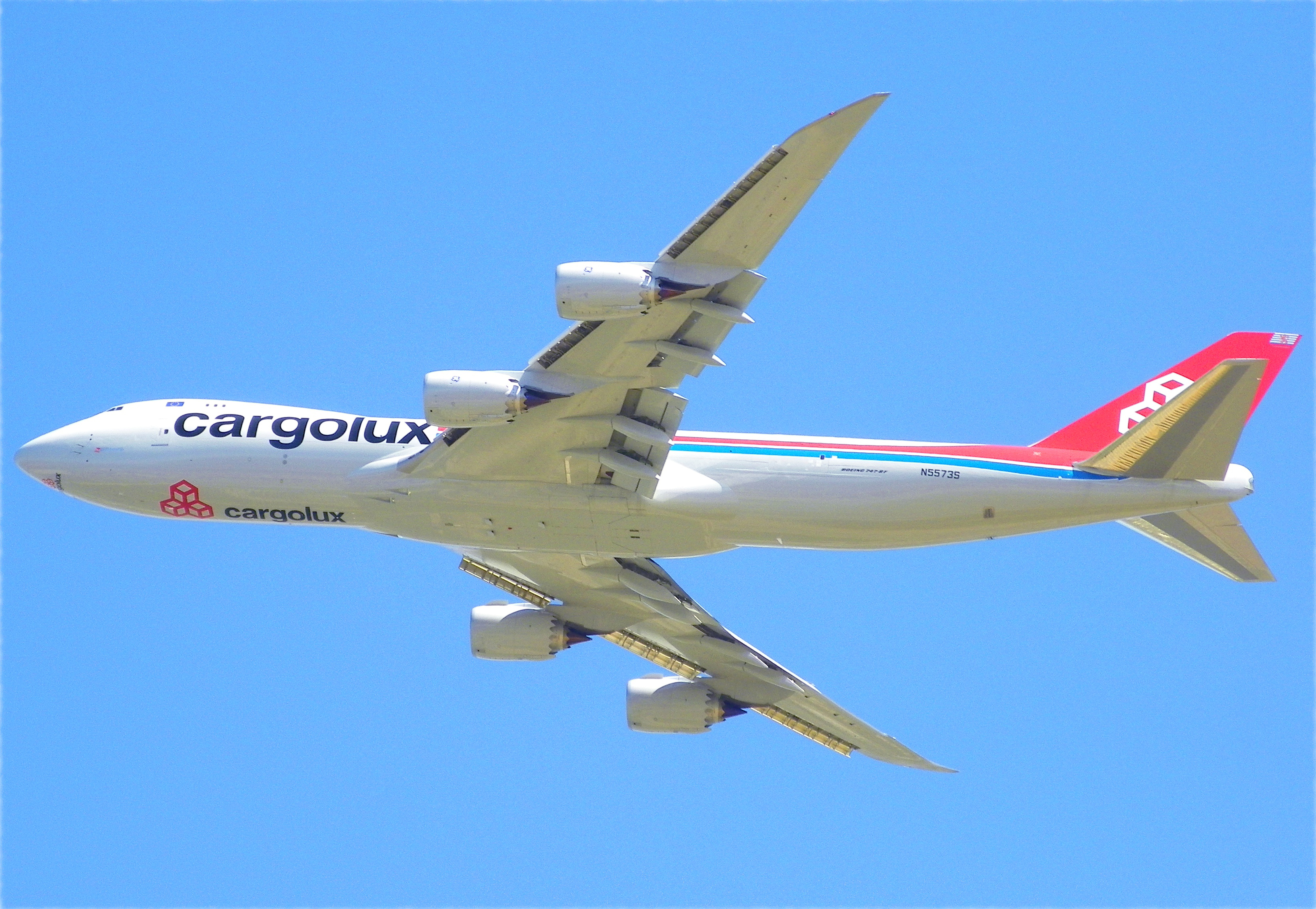
Egy Cargolux Boeing 747-8F

2020 márciusával a Cargolux-flotta a következő repülőgépekből áll:
| Repülőgép          | Flottában | Rendelés |
| ------------------ | --------- | -------- |
| Boeing 747-400ERF  | 6         | —        |
| Boeing 747-400FSCD | 8         | —        |
| Boeing 747-8F      | 14        | —        |
| Összesen           | 28        | —        |

### Korábbi flotta
- Canadair CL-44
- Douglas DC-8-63CF
- Boeing 747-100F
- Boeing 747-200F

## Fordítás
Ez a szócikk részben vagy egészben  a   Cargolux című angol Wikipédia-szócikk ezen változatának fordításán alapul.  Az eredeti cikk szerkesztőit annak laptörténete sorolja fel. Ez a jelzés csupán a megfogalmazás eredetét és a szerzői jogokat jelzi, nem szolgál a cikkben szereplő információk forrásmegjelöléseként.